# Diskografie Harveyho Mandela
Toto je diskografie amerického kytaristy Harveyho Mandela. Vedle jeho sólových nahrávek obsahuje také alba jiných interpretů, na kterých se podílel.

## Sólové nahrávky

### Studiová alba
| Rok  | Název a podrobnosti                                                                      |
| ---- | ---------------------------------------------------------------------------------------- |
| 1968 | Cristo Redentor - Vydáno: listopad 1968 - Vydavatelství: Philips Records                 |
| 1969 | Righteous - Vydáno: duben 1969 - Vydavatelství: Philips Records                          |
| 1970 | Games Guitars Play - Vydáno: 1970 - Vydavatelství: Philips Records                       |
| 1971 | Baby Batter - Vydáno: duben 1971 - Vydavatelství: Janus Records                          |
| 1971 | Get Off in Chicago - Vydáno: 1971 - Vydavatelství: Ovation Records                       |
| 1972 | The Snake - Vydáno: 1972 - Vydavatelství: Janus Records                                  |
| 1973 | Blues from Chicago - Vydáno: 1973 - Vydavatelství: Cherry Red Records                    |
| 1973 | Shangrenade - Vydáno: listopad 1973 - Vydavatelství: Janus Records                       |
| 1974 | Feel the Sound of Harvey Mandel - Vydáno: září 1974 - Vydavatelství: Janus Records       |
| 1993 | Twist City - Vydáno: 2. listopad 1993 - Vydavatelství: Western Front Entertainment       |
| 1994 | The Psychedelic Guitar Circus - Vydáno: 1994 - Vydavatelství: Sky Ranch Records          |
| 1995 | Snakes and Stripes - Vydáno: 15. srpen 1995 - Vydavatelství: Clarity Recordings          |
| 1997 | Planetary Warrior - Vydáno: 1997 - Vydavatelství: Viceroy Music, Lightyear Entertainment |
| 1998 | Emerald Triangle - Vydáno: 1998 - Vydavatelství: Electric Snake Productions              |
| 1999 | Lick This - Vydáno: 1999 - Vydavatelství: Electric Snake Productions                     |
| 2003 | West Coast Killaz - Vydáno: 2003 - Vydavatelství: Electric Snake Productions             |
| 2016 | Snake Pit - Vydáno: 18. listopad 2016 - Vydavatelství: Tompkins Square                   |
| 2017 | Snake Attack - Vydáno: 10. února 2017 - Vydavatelství: Rockbeat Records                  |

### Koncertní album
| Rok  | Název a podrobnosti                                              |
| ---- | ---------------------------------------------------------------- |
| 2003 | Harvey Mandel and the Snake Crew - Vydáno: 2003 - Vydavatelství: |

### Kompilační alba
| Rok  | Název a podrobnosti                                                     |
| ---- | ----------------------------------------------------------------------- |
| 1975 | The Best of Harvey Mandel - Vydáno: 1975 - Vydavatelství: Janus Records |
| 1995 | The Mercury Years - Vydáno: 1995 - Vydavatelství: Polygram Records      |
| 2015 | Snake Box - Vydáno: 20. ledna 2015 - Vydavatelství: Cleopatra Records   |

## Podíl na albech jiných interpretů
| Rok  | Interpret                            | Název a podrobnosti                                                                                          |
| ---- | ------------------------------------ | --- |
| 1966 | Charlie Musselwhite                  | Stand Back! Here Comes Charley Musselwhite's Southside Band - Vydáno: 1966 - Vydavatelství: Vanguard Records |
| 1966 | Barry Goldberg                       | Blowing My Mind - Vydáno: 1966 - Vydavatelství: Epic Records                                                 |
| 1968 | Barry Goldberg                       | There's No Hole in My Soul - Vydáno: 1968 - Vydavatelství: Buddah Records                                    |
| 1969 | Graham Bond                          | Mighty Grahame Bond - Vydáno: 1969 - Vydavatelství: Pulsar Records                                           |
| 1969 | Barry Goldberg                       | Two Jews Blues - Vydáno: 1969 - Vydavatelství: Buddah Records                                                |
| 1969 | Jimmy Witherspoon                    | The Blues Singer - Vydáno: 1969 - Vydavatelství: BluesWay                                                    |
| 1969 | Barry Goldberg                       | Barry Goldberg & Friends - Vydáno: 1969 - Vydavatelství: Record Man                                          |
| 1970 | Raymond Louis Kennedy                | Raymond Louis Kennedy - Vydáno: 1970 - Vydavatelství: Cream Records                                          |
| 1970 | Canned Heat                          | Future Blues - Vydáno: 1970 - Vydavatelství: Liberty Records                                                 |
| 1970 | John Mayall                          | USA Union - Vydáno: 1970 - Vydavatelství: Polydor Records                                                    |
| 1970 | Canned Heat                          | Canned Heat '70 Concert: Recorded Live in Europe - Vydáno: 1970 - Vydavatelství: Liberty Records             |
| 1971 | Don „Sugarcane“ Harris               | Fiddler On the Rock - Vydáno: 1971 - Vydavatelství: MPS Records                                              |
| 1971 | Canned Heat                          | Historical Figures and Ancient Heads - Vydáno: 1971 - Vydavatelství: United Artists Records                  |
| 1971 | John Mayall                          | Back to the Roots - Vydáno: 1971 - Vydavatelství: Polydor Records                                            |
| 1971 | Barry Goldberg                       | Blasts from My Past - Vydáno: 1971 - Vydavatelství: Buddah Records                                           |
| 1972 | Pure Food & Drug Act                 | Choice Cuts - Vydáno: 1972 - Vydavatelství: Epic Records                                                     |
| 1972 | The Ventures                         | Rock and Roll Forever - Vydáno: 1972 - Vydavatelství: United Artists Records                                 |
| 1972 | Blue Rose                            | Blue Rose - Vydáno: 1972 - Vydavatelství: Epic Records                                                       |
| 1972 | Barry Goldberg                       | Barry Goldberg - Vydáno: 1972 - Vydavatelství: Atco Records                                                  |
| 1973 | Ken Little                           | Solo - Vydáno: 1973 - Vydavatelství: Breeder                                                                 |
| 1973 | Freddie Roulette                     | Sweet Funky Steel - Vydáno: 1973 - Vydavatelství: Janus Records                                              |
| 1973 | Dewey Terry                          | Chief - Vydáno: 1973 - Vydavatelství: Tumbleweed Records                                                     |
| 1974 | Don „Sugarcane“ Harris               | Cup Full of Dreams - Vydáno: leden 1974 - Vydavatelství: MPS Records                                         |
| 1974 | Love                                 | Reel to Real - Vydáno: 1974 - Vydavatelství: RSO Records                                                     |
| 1976 | Ron Carter                           | Yellow & Green - Vydáno: 1976 - Vydavatelství: CTI Records                                                   |
| 1976 | Free Creek                           | Summit Meeting - Vydáno: 1976 - Vydavatelství: Charisma Records                                              |
| 1976 | The Rolling Stones                   | Black and Blue - Vydáno: 20. dubna 1976 - Vydavatelství: Rolling Stones Records                              |
| 1978 | Acme Thunder                         | Let's All Get Naked - Vydáno: 1978 - Vydavatelství: Rox                                                      |
| 1978 | Canned Heat                          | Human Condition - Vydáno: 1978 - Vydavatelství: Takoma                                                       |
| 1988 | Kenny Burrell & The Jazz Guitar Band | Pieces of Blue and the Blues - Vydáno: 29. června 1988 - Vydavatelství: Blue Note Records                    |
| 1988 | John Mayall                          | Archives to Eighties - Vydáno: 1988 - Vydavatelství: Polydor Records                                         |
| 1990 | Arthur Fiedler                       | Motion Picture 2 - Vydáno: 1990 - Vydavatelství: RCA Victor                                                  |
| 1993 | Grant Geissman                       | Rustic Technology - Vydáno: 1993 - Vydavatelství: Blue Moon                                                  |
| 1994 | Canned Heat                          | Internal Combustion - Vydáno: 1994 - Vydavatelství: River Road Records, Two Goats Records                    |
| 1996 | Geno White                           | Standing in Stereo - Vydáno: 6. srpna 1996 - Vydavatelství: Lolo Records                                     |
| 1996 | Denis Farley                         | Moodswing Woogie - Vydáno: 1996 - Vydavatelství: Flat Baroque Records                                        |
| 1999 | John Mayall                          | Rock the Blues Tonight - Vydáno: 2. března 1999 - Vydavatelství: Indigo                                      |
| 2000 | Nick Martin                          | Live at Rainbow Orchards - Vydáno: 2000 - Vydavatelství: Blues Rock                                          |
| 2003 | Canned Heat                          | Friends in the Can - Vydáno: 3. června 2003 - Vydavatelství: Ruf Records, Fuel 2000                          |
| 2003 | Nightfire                            | Nightfire - Vydáno: 2003 - Vydavatelství: Bridge Productions                                                 |
| 2004 | Tree Thirteen                        | Rough Grooves Surface - Vydáno: 10. srpna 2004 - Vydavatelství: Uninhibited Records                          |
| 2005 | Chicago Blues Reunion                | Buried Alive in the Blues - Vydáno: 12. července 2005 - Vydavatelství: Uninhibited Records                   |
| 2010 | The Wide Hive Players                | Players II Guitar - Vydáno: 2010 - Vydavatelství: Wide Hive Records                                          |